# Daniel Heintz il Vecchio

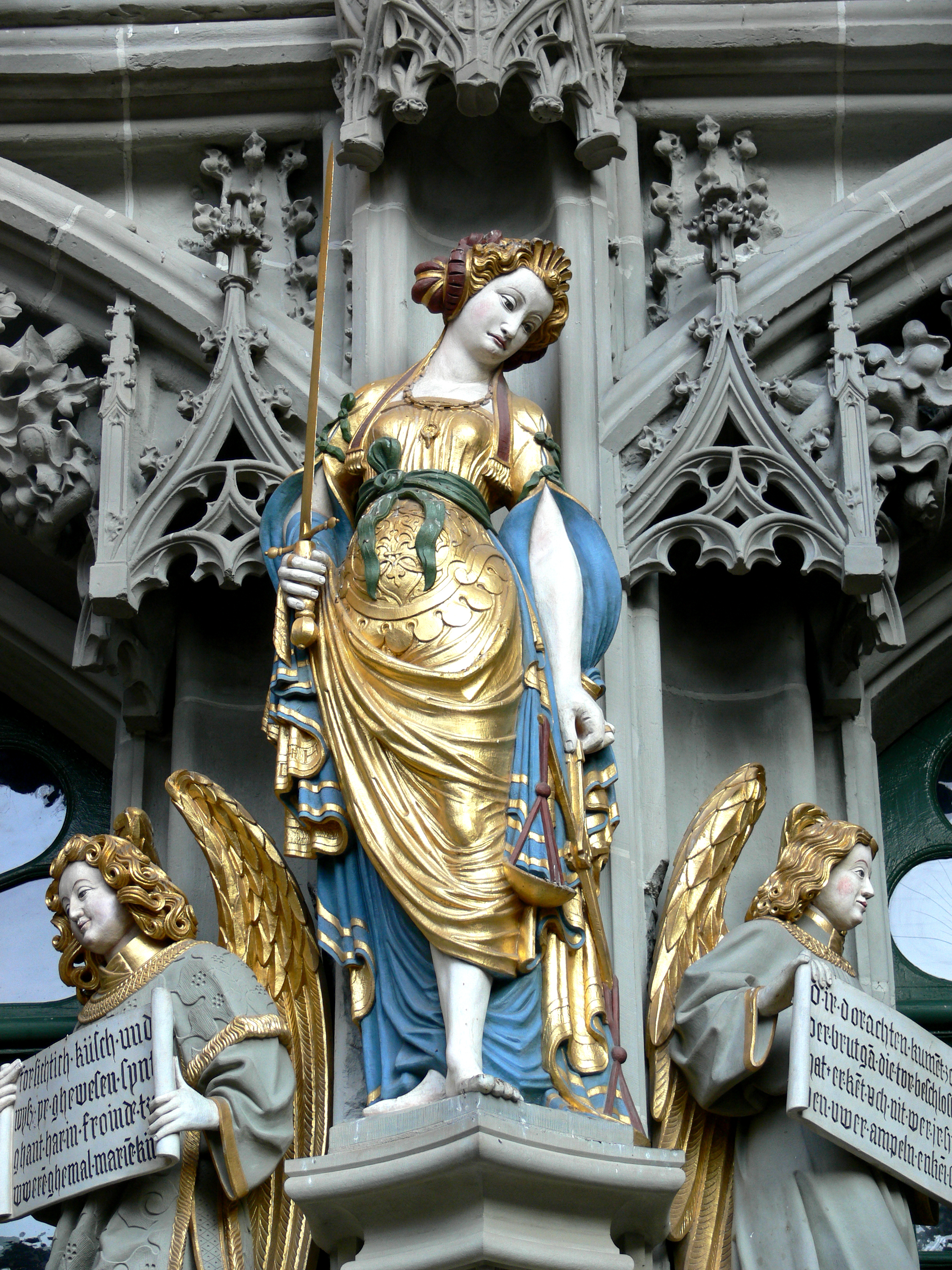
Statua della Giustizia, portale centrale della cattedrale di Berna

Daniel Heintz il Vecchio (Alagna Valsesia, 1530/1535 – Berna, 1596) è stato un architetto e scultore svizzero, attivo soprattutto a Basilea e Berna dove divenne un esponente dell'architettura rinascimentale e tardogotica.

## Vita ed opere
Daniel Heintz fa parte di quella colonia walser originaria di Alagna e Riva Valdobbia, fatta di artigiani, artisti e capomastri che nel XVI secolo lavorarono al nord delle Alpi. 

È documentato come cittadino di Basilea nel 1559) dove realizzò due importanti edifici rinascimentali: la sede della corporazione dei vinai e lo Spiesshof. Fu in seguito a Berna dove tra il 1571 e il 1574 eresse la volta della navata centrale della cattedrale di Berna. A lui si deve la realizzazione in pietra arenaria della statua della Giustizia (1575) che sostituì quella della Madonna nella raffigurazione del Giudizio Universale nel portale della cattedrale (l'originale si trova oggi al Museo storico di Berna). Nel 1588 si trasferì definitivamente a Berna e divenne capomastro cittadino.

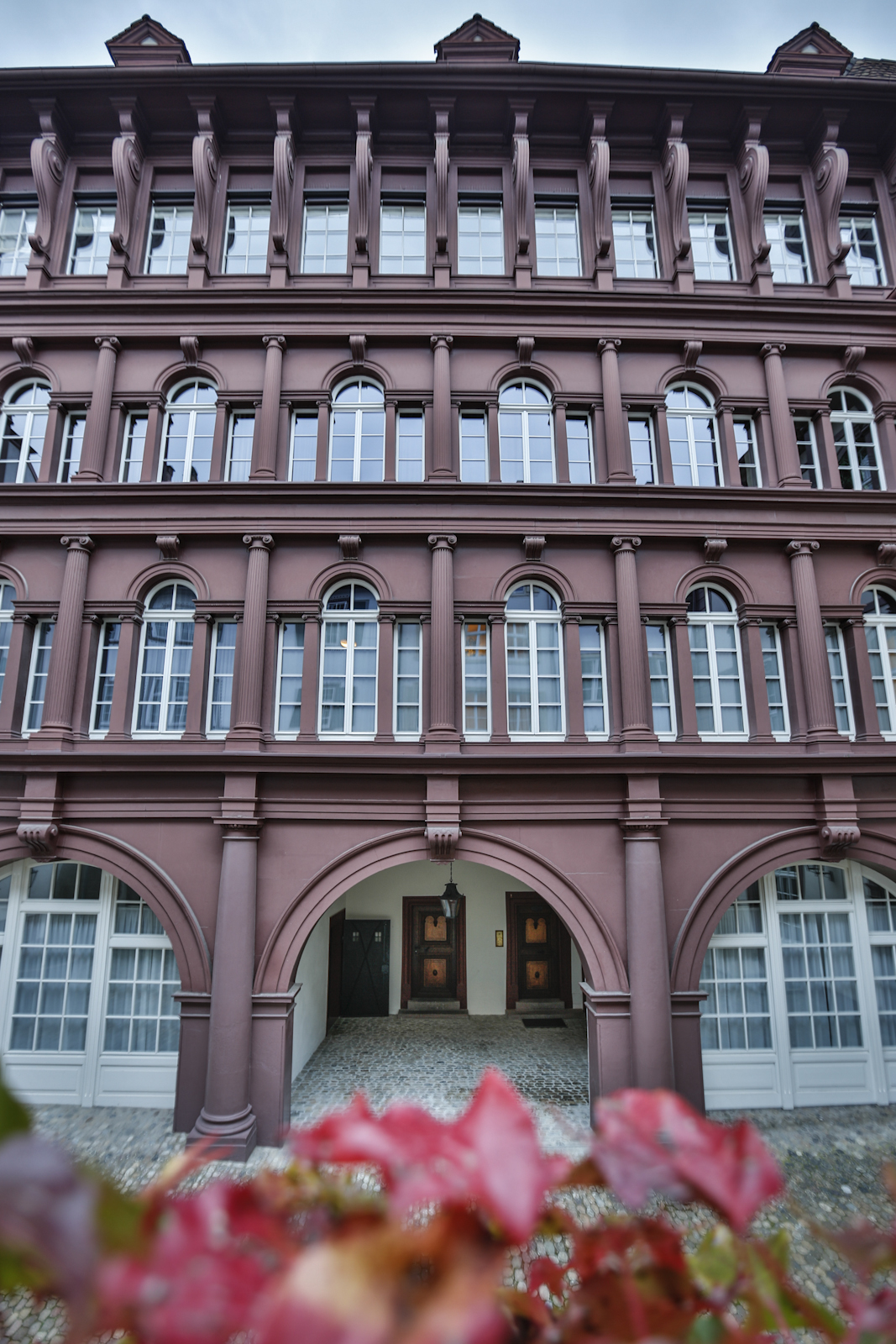
Lo Spiesshof a Basilea
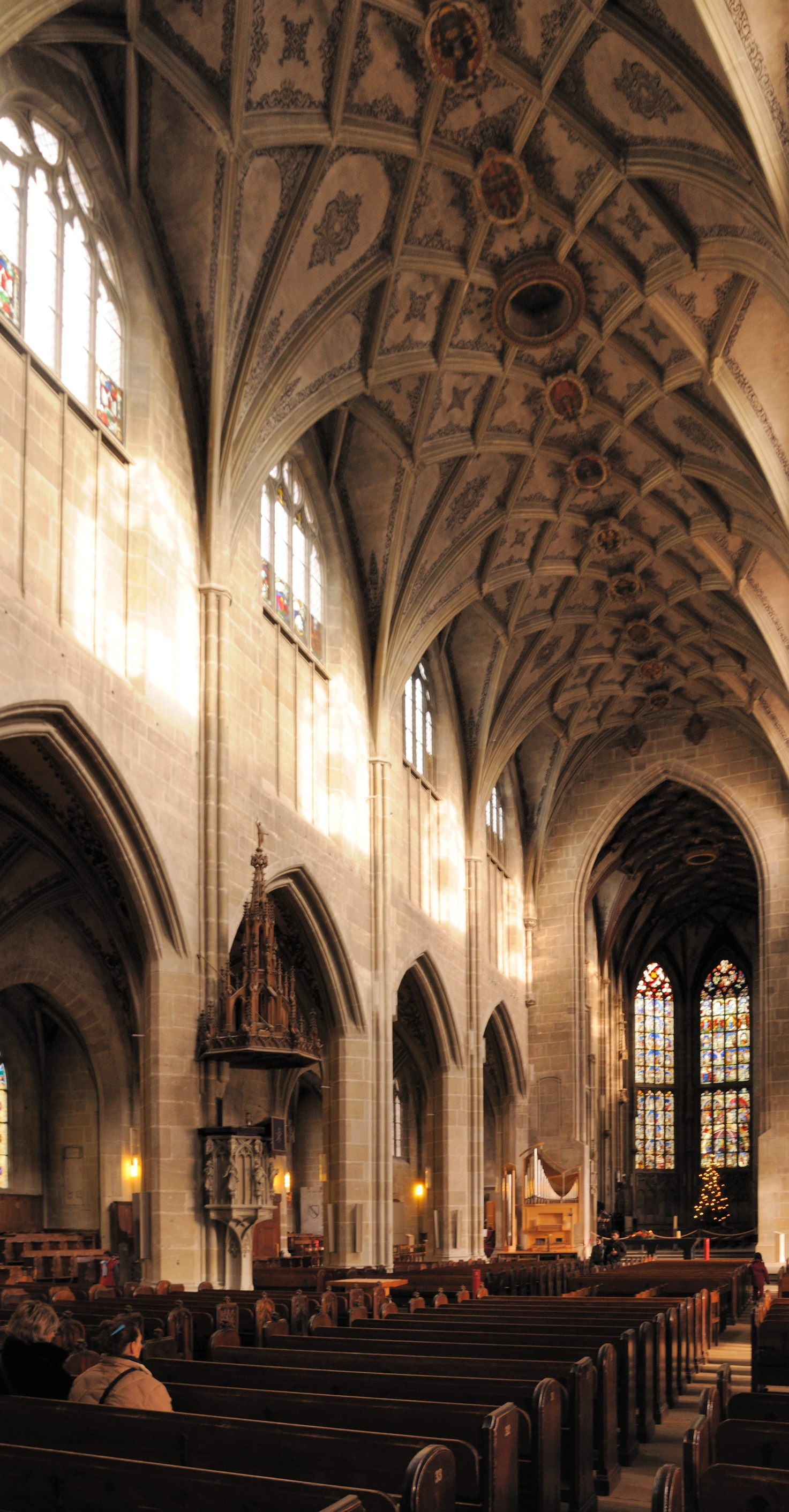
Volta della cattedrale di Berna